# Piero Madau
Piero Madau (geb. vor 1983) ist ein italienischer Astrophysiker.

## Leben
Madau erhielt 1983 seinen Bachelor-Abschluss an der Universität Florenz und wurde 1987 an der International School of Advanced Studies (SISSA) in Triest in Astrophysik promoviert. Als Post-Doktorand war er bis 1989 am Caltech und bis 1992 Allan C. Davis Fellow an der Johns Hopkins University. und war 1992 bis 1999 Mitglied am Space Telescope Institute in Baltimore, am Institut für Astronomie der Universität Cambridge (1999/2000 Assistant Director of Research) und ist seit 2000 Professor an der University of California, Santa Cruz (UCSC) und Direktor des Next Generation Telescope Science Institute (NEXSI). Seit 2010 ist er Distinguished Professor.
Er war 2006 mit einem Humboldt-Forschungspreis am Max-Planck-Institut für Astrophysik in Garching und 2014 an der ETH Zürich (Schrödinger Gastprofessur am Pauli Zentrum). 2009 war er Sackler-Gastprofessor in Cambridge.
1994 erhielt er den Aura Science Prize. 2003 bis 2006 war er im Rat des Kavli Instituts.
2014 erhielt er den Dannie-Heineman-Preis für Astrophysik für fundamentale Beiträge zur Erforschung der Epoche der Entstehung der ersten Sterne (first light) im Universum, der Ionisation und des Wiederanheizens (reheating) des interstellaren Gases in dieser Epoche und der Entstehung und Evolution von Galaxien (Laudatio).

## Werk
Ende der 1990er Jahre entwickelte er aus Hubble-Teleskop-Daten (Hubble Deep Field) Diagramme der Sternentstehungsraten in Galaxien im Lauf der Geschichte des Universums.
Er entwickelte detaillierte Modelle der Absorption des Lichts früher  Sterne in Wolken aus neutralem Wasserstoffgas auf dem Weg zur Erde, was sich als wichtig für die systematische Suche danach erwies (Lyman Dropout Technik zum Studium früher Galaxien).  In den 1990er Jahren schlug er mit Martin Rees vor, die Verwendung der Wasserstofflinie (HI-Linie) in der Radioastronomie zur Kartierung des Endes der dunklen Zeit der Kosmologie mit Entstehung erster Sterne (Beginn Reionisierungsepoche) zu nutzen.
Weiter befasste er sich mit der Evolution schwarzer Löcher in Galaxienzentren. Die Ursprünge der supermassiven schwarzen Löcher vermutet er mit Rees in massereichen Sternen der ersten Generation (Population III). In jüngster Zeit befasste er sich mit detaillierter numerischer Simulation des Halos aus Dunkler Materie um die Milchstraße (Via Lactea II  N-body simulation) mit dem Nachweis, dass komplexe Substrukturen in der Verteilung dunkler Materie bei der Kollision und Vereinigung von Galaxien entstehen müssen.

## Schriften
Zusätzlich zu den in den Fußnoten erwähnten Schriften:
- mit M. Kuhlen: The first miniquasar, Monthly Notices Roy. Astron. Soc., 363, 2005, 1069
- mit M. J. Rees, M. Volonteri, F. Haardt, S. P. Oh: Early reionization by miniquasars, Astroph. J. 604, 2004, 484
- mit Joseph Silk: Population III and near infrared´background excess, Monthly Notices Roy. Astron. Soc., 359, 2005, L 37
- Astronomy: trouble at first light, Nature, 440, 2006, 1002
- mit J. Diemand, M. Kuhnen: Dark matter substructure and gamma ray annihilation in the milky way halo, Astroph. J. 657, 2007, 262
- mit A. Sesana, F. Haardt: Hypervelocity stars and the environment of Sgr A*, Monthly Notices Roy. Astron. Soc., 379, 2007, L 45
- mit L. Mayer, S. Kazantzidis, M. Colpi, T. Quinn, J. Wadsley: The birth of a supermassive black hole binary in a gas rich galaxy merger, Science, 316, 2006, 1874
- mit M. Volonteri, E. Quataert, M. J. Rees: The distribution and cosmic evolution of massive black hole spins, Astroph. J. 620, 2005, 69
- mit Mauro Giavilisco u. a.: The Great Observatories Origins Deep Survey: initial results from optical and near-infrared imaging, The Astrophysical Journal Letters, 600, 2004, L 93, Abstract
- mit Norman Grogin u. a.: Candels: The cosmic assembly near-infrared deep extragalactic legacy survey, The Astrophysical Journal Supplement Series, 197, 2011, 35